# Oružane snage Svetog Rimskog Carstva
Oružane snage Svetog Rimskog Carstva (njem. Reichsarmee, lat. Exercitus imperii) bila je nacionalna vojska Svetog Rimskog Carstva stvorena 1422. godine, a ukinuta je kada se Carstvo raspalo 1806. godine tijekom Napoleonskih ratova, točnije u bitci kod Austerlitza.
Vojska Carstva nije predstavljala stalnu vojsku koja je uvijek bila spremna na rat. Kad je postojala opasnost, okupljena je vojska Carstva kako bi se provela carska vojna kampanja. Različite snage vojske Carstva često su imale jaču lokalnu odanost od svoje lojalnosti caru.

## Kraj
Godine 1804. carske snage postale su Carska i kraljevska vojska (njem. Kaiserlich-königliche Armee), koju je Francusko Carstvo porazili u bitci kod Austerlitza 1805. godine. Godine 1806. Napoleonovo Carstvo pripojolo je veći dio bivšeg Carstva svojoj novonastaloj marionetskoj državi prozvanoj Rajnska konfederacija.